# Microthurge pygmaeus
Microthurge pygmaeus är en biart som först beskrevs av Heinrich Friese 1908.  Microthurge pygmaeus ingår i släktet Microthurge och familjen buksamlarbin. Inga underarter finns listade i Catalogue of Life.